# Dusičnan berylnatý
Dusičnan berylnatý je anorganická sloučenina se vzorcem Be(NO3)2. Je to sůl kyseliny dusičné a beryllia, obsahující jeden kationt Be2+ a dva anionty NO3−.

## Příprava
Dusičnan berylnatý lze připravit reakcí hydroxidu berylnatého s kyselinou dusičnou:
{\displaystyle {\ce {Be(OH)2 + 2HNO3 -> Be(NO3)2 + 2H2O}}}
Také jej lze získat reakcí chloridu berylnatého s oxidem dusným v roztoku ethylacetátu:
{\displaystyle {\ce {BeCl2\ +4N2O4->Be(NO3)2\cdot 2N2O4\ +2NOCl}}}
{\displaystyle {\ce {Be(NO3)2\cdot 2N2O4->Be(NO3)2\ +2N2O4}}}

## Nebezpečí
Dusičnan berylnatý je toxická látka stejně jako všechny ostatní sloučeniny berylia. Je dráždivý i v malých dávkách. Při spálení vydává dráždivé anebo toxické výpary. Pokud dojde k masivní krátkodobé expozici, může nastat akutní pneumonitida, příznaky se ale projeví až po třech dnech.

## Vlastnosti
Dusičnan berylnatý je pevná látka, která je snadno rozpustná ve vodě a má slabé oxidační účinky. Komerční produkt se prodává jako roztok ve vodě nebo v kyselině dusičné.

## Využití
Dusičnan berylnatý se používá v plynových a acetylenových lampách.